# Atractosoma abnorme
Atractosoma abnorme är en mångfotingart som beskrevs av Karl Wilhelm Verhoeff 1900. Atractosoma abnorme ingår i släktet Atractosoma och familjen knöldubbelfotingar. Inga underarter finns listade i Catalogue of Life.